# هيوجز بروسارد
هيوجز بروسارد (بالإنجليزية Hugues Broussard) ولد في 1934 سبّاح فرنسي سابق شارك في الألعاب الأولمبيّةِ الصيفية عام 1956.

## روابط خارجية
- هيوجز بروسارد على موقع اللجنة الأولمبية الدولية (الإنجليزية)
- هيوجز بروسارد على موقع أوليمبيديا (الإنجليزية)